# Robert H. Rines
Robert H. Rines (Boston, 30 augustus 1922 – aldaar, 1 november 2009) was een Amerikaans jurist, uitvinder, onderzoeker en muziekcomponist.
Rines studeerde wetenschappen aan het M.I.T. en rechten aan de universiteit van Georgetown. Hij behaalde in 1972 zijn doctoraat aan de "Chiao Tung"-universiteit. Tijdens de Tweede Wereldoorlog diende Rines bij de seindienst van het Amerikaans leger en hielp hij mee aan de ontwikkeling van een microgolfsysteem. Zijn uitvinding lag mede aan de basis van de beeldscan-radar die gebruikt werd tijdens de Golfoorlog van 1991 en bij de zoektocht naar de wrakstukken van de Titanic en de Bismarck. De technologie werd ook gebruikt voor ultrasoon lichaamsonderzoek bij de mens en in de zoektocht naar het monster van Loch Ness bij de expeditie in 1972.
Rines was de oprichter van het "Franklin Pierce Law Center", een privé instituut voor rechtenstudies in Concord (New Hampshire), en was lector aan Harvard-universiteit en M.I.T.
Rines was ook een talentrijk musicus en componist. Toen hij 11 jaar was, speelde hij viool met Albert Einstein op een kamp in Maine. Als componist schreef hij muziek voor shows op Broadway en off-Broadway. Zo schreef hij de muziek voor Blast and Bravos, een toneelstuk over het leven van H.L. Mencken. Hij componeerde ook voor O'Casey's Drums Under the Windows, O'Neill's Long Voyage Home en Strindberg's Creditors en deelde in 1987 een Emmy Award met toneelschrijver Paul Shyre voor het stuk Hizzoner the Mayor.
Rines overleed op 1 november 2009 op 87-jarige leeftijd aan hartfalen.